# Centre régional des arts du cirque de Lomme

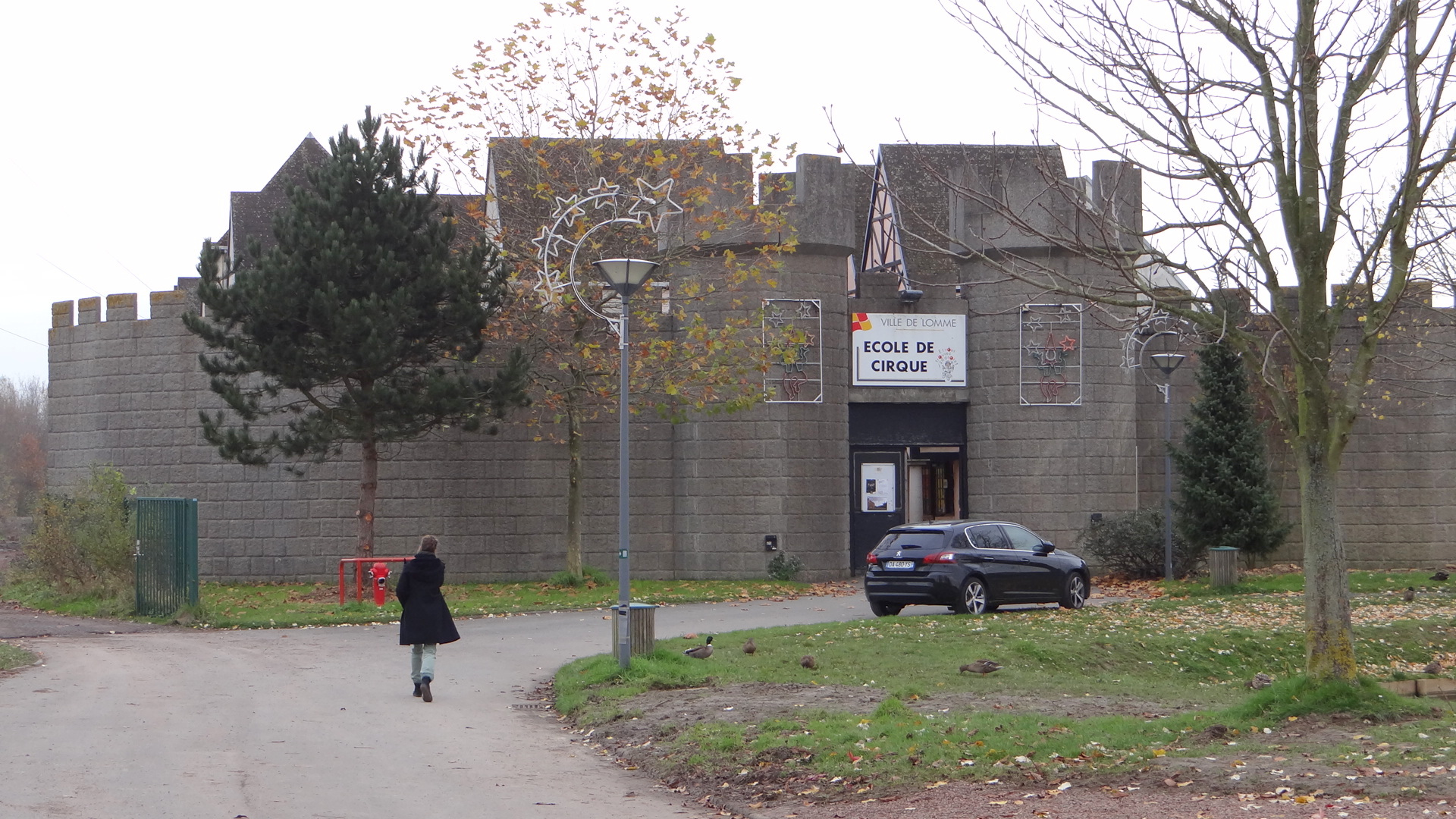
Centre des arts du cirque de Lomme.

Le centre régional des arts du cirque (ou CRAC) est un centre de formation situé dans le parc du château d'Isenghien (Parc Naturel Urbain) à Lomme.
Il propose des formations qualifiantes ou en amateurs ainsi que des spectacles.

## Historique
Le centre régional des arts du cirque de Lomme occupe une parcelle d'un ancien parc d’attractions. Nommé Lillom, celui-ci ouvre une dernière fois pour la saison 1987. Le parc de loisirs ferme définitivement à la fin de cette saison car il ne dégagea jamais aucun bénéfice. Il cède en partie son terrain à un complexe cinématographique Kinepolis ouvert en 1996 et aux extensions du centre commercial voisin. Une partie du parc est alors détruite pour permettre le passage de la LGV Nord et une autre est aujourd'hui le parc naturel urbain de Lomme. La cité médiévale construite pour le parc abrite de nos jours le centre régional des arts du cirque de Lomme.

## Formations
- BIAC (brevet d'initiation aux arts du cirque).
- le Brevet Professionnel de la Jeunesse, de l’Éducation Populaire et du Sport (BPJEPS), spécialité « activités du cirque ». Homologué au niveau IV (baccalauréat), peut être préparé en formation initiale ou continue.

## Moyens
À l'intérieur du château fort situé dans le parc urbain le centre dispose d'un chapiteau spectacle de 400 places, de quatre chapiteaux de répétition, de trois salles d'enseignement, de bureaux, et de roulottes. L'une des roulotte abrite un centre de documentation et en 2015 le CRAC ouvre deux "roulottes-musées".